# Onthophagus loxodontaphilus
Onthophagus loxodontaphilus là một loài bọ cánh cứng trong họ Bọ hung (Scarabaeidae).